# みやびつづる
みやびつづる（英語: MIYABITSUZURU または 英語: MIYABITSUDURU）は、1995年頃にデビューした、日本の成年漫画家である。なお、肉襞濡太郎や古くは美作小十郎およびふたばも同氏のペンネームである。
同氏は、いわゆる人妻熟女（主人公の母親）系を主に漫画を描いており、特徴として肉感的なイラストレーションで禁断的な関係の性描写が多く、「母親」を意味する単語への拘りも表明している。

## 活動
デビュー時には、氏は、著作を辰巳出版の『COMIC BAZOOKA DEEP』および司書房の『コミックドルフィン』および白夜書房の『コミックメガストア』などの漫画雑誌で連載し、コアマガジンの『ニャン2倶楽部Z』での挿絵や『コミックメガストア』メディアックスの『コミック激ヤバ!』でのコラムを担当したり、茜新社のアンソロジーコミックでショタ系も寄稿していた。その後は、ワニマガジン社の漫画雑誌『COMIC快楽天』や『COMIC華漫』などで活動していた。
商業活動以外でも、みやびつづる部（かつてはEVILやEVIL改めBAROQUE STORE）の同人サークル名で、コミックマーケットに出展するなどの同人活動も行われていた。
また、かつては、氏は自身の公式ウェブサイトにてファンから要望されたイラストレーションを描いて掲載するなどもしていたが、現在はこのような要望は受け付けられておらず、それ以後は、ブログにおいて不定期にイラストレーションが掲載されている。この活動は2019年10月30日をもって一時止まっていたが、2022年01月10日より再開されている。

## 作品リスト

### 商業

#### 単行本
- 『艶欲 第一雅綴集』司書房〈ツカサコミックス〉、1997年10月25日。ISBN 4-8128-0073-0。
  - 『艶欲』メディアックス〈MDコミックスNEO 09 みやびつづる完全復刻版シリーズ 01〉、2008年2月24日。ISBN 978-4-86201-038-4。[A 2]
- 『艶母』司書房〈ツカサコミックス〉、1999年1月15日。ISBN 4-8128-0214-8。
  - 『艶母 -完全版-』司書房〈ツカサコミックス 34〉、2003年12月29日。ISBN 4-8128-1004-3。
    - 『艶母』メディアックス〈MDコミックスNEO 13 みやびつづる完全復刻版シリーズ 02〉、2008年4月24日。ISBN 978-4-86201-044-5。[A 2]
- 『続 艶母 ～ふたり～』司書房〈ツカサコミックス〉、1999年12月25日。ISBN 4-8128-0339-X。
  - 『続・艶母』メディアックス〈MDコミックスNEO 22 みやびつづる完全復刻版シリーズ 03〉、2008年11月2日。ISBN 978-4-86201-056-8。[A 2]
- 『イノセント・チルドレン』司書房〈ツカサコミックス〉、2001年1月15日。ISBN 4-8128-0505-8。
  - 『イノセント・チルドレン』メディアックス〈MDコミックスNEO 85 みやびつづる完全復刻版シリーズ 04〉、2010年6月23日。ISBN 978-486201-180-0。[A 2]
- 『肉嫁 - 高柳家の人々』司書房〈ツカサコミックス 59〉、2003年1月25日。ISBN 4-8128-0851-0。
  - 『肉嫁 ～高柳家の人々～』メディアックス〈MDコミックスNEO 97 みやびつづる完全復刻版シリーズ 05〉、2010年10月25日。ISBN 978-4-86201-199-2。[A 2]
- 『艶美 初期短編集』司書房〈ツカサコミックス〉、2005年12月13日。ISBN 4-8128-1327-1。
  - 『艶美 ～艶話短編集～』メディアックス〈MDコミックスNEO みやびつづる完全復刻版シリーズ 06〉、2014年7月23日。ISBN 978-4-86201-272-2。[A 2]
- 『母の哭く家』ワニマガジン社〈ワニマガジンコミックススペシャル〉、2010年3月31日。ISBN 978-4-86269-058-6。

#### 単話

##### アンソロジー書籍収録
- 『欲』 （『女教師スペシャル』、司書房〈ツカサコミックス〉、1998年11月1日 (26年前)）
- 『おとうと』 （『近親愛スペシャル』、司書房〈ツカサコミックス〉、『司書房アンソロジー人妻コレクション!』 Vol.4、1999年2月22日 (26年前)）
- 『濡れ色の囁き』 （『人妻スペシャル』Vol.8、司書房〈ツカサコミックス〉、1999年8月25日 (25年前)）
- 『誘う女』 （『OLスペシャル』、『ツカサコミックス』 Vol.8、司書房、1999年12月1日 (25年前)）
- 『艶衣』 （『人妻デラックス』Vol.14、司書房〈ツカサコミックス〉、2000年1月31日 (25年前)）
- （題不明） （『ドックンスペシャル』、司書房〈ツカサコミックス〉、2001年2月25日 (24年前)）
- （題不明） （『爆乳コレクション』、司書房〈ツカサコミックス〉、2001年7月25日 (23年前)）
- （題不明） （『コミックドルフィン 新人漫画賞傑作選』、司書房〈ツカサコミックス〉、2002年2月25日 (23年前)）
- （題不明） （『湯けむりスペシャル』、司書房〈ツカサコミックス〉、2002年12月17日 (22年前)）
- 『ショタドールズをよろしく♡』 （『好色少年のススメ』 2、茜新社〈TENMA COMICS〉、2003年3月10日 (22年前)）
- 『堕落少年』 （『好色少年のススメ』 4、茜新社〈TENMA COMICS〉、2003年10月25日 (21年前)）
- 『夏色』 （『おねえちゃんと一緒スペシャル』、司書房〈ツカサコミックス〉、TSUKASA SPECIAL ANTHOLOGY A級コレクション!、2003年10月25日 (21年前)）
- 『innocent children』 （『ぶっかけマニアックス』、司書房〈ツカサコミックス〉、2005年12月1日 (19年前)）
- （題不明） （『人妻鬼畜レイプスペシャル』、司書房〈ツカサコミックス〉、2005年2月25日 (20年前)）
- （題不明） （『女教師コンプリート』、司書房〈ツカサコミックス〉、2005年3月25日 (19年前)）
- 『誘惑★ほしのママ』 （『人妻コンプリート』、司書房〈ツカサコミックス〉、2006年6月19日 (18年前)）
- （題不明） （『お姉ちゃんと一緒DX』、司書房〈ツカサコミックス〉、2007年3月15日 (17年前)）
- （題不明） （『なまなかだし 熟妻＆淫ら母特集!!』、メディアックス『激ヤバ! アンソロジー』 05、2009年6月15日 (15年前)）
- （無題） （『超陵辱 抜けるハードエロオムニバス』、GOT〈GOTコミックス〉、2011年11月24日 (13年前)）
- 肉感人妻が少年達の若き性欲に溺れる。 （『超淫声 ～人妻＋恥辱編～』、ジーオーティー〈GOTコミックス〉、2015年10月6日 (9年前)）

##### 単行本未収録
- 『はじめての投稿写真』
- 『妄想劇画』
- 『妄想エレベーター』
- 『女優・岸塚さやか』
- 『金色淫夢』
- 『童貞に母穴』
  - （続編小説）[R 4]
- 『甘乳氷菓』
- 『憧憬』
- 『秘書のおしごと』 1 - 2
- 『おとなり人妻ありすさん。』
- 『剃毛プロポーズ』
- 『おしりのお勉強♥』
- 『おねいさんのみずあそび。』
- 『ピーチdeレッスン♡♡♡』
- 『悪戯おねえちゃん』
- 『兄嫁失楽』
- 『純喫茶物影屋』
  - 『巻頭御奉仕 天然色劇場』
  - 『天然色御奉仕 マッサージはじめました』
  - 『天然色御奉仕 女たんぽはじめました♥』
- 『ぶらり巨乳下車の旅』
- 『痴漢電車悦楽行き』
- 『ここにふたりで』
- 『天国も地獄』
- 『ムッチリさん』
- 『恋の魔法』
- 『ズボラひめ』
- 『裸婦』
- 『あなたのために』

#### OVA
- 『艶母 THE BEST』（DVD-Video）MS PICTURES、2006年9月25日。[A 3][A 2]
  - 『艶母 taboo-1 満たされぬ人妻』（DVD-Video）MS PICTURES、2003年11月25日。
  - 『艶母 taboo-2 ハメられた人妻』（DVD-Video）MS PICTURES、2004年4月25日。
  - 『艶母 taboo-3 よがり泣き』（DVD-Video）MS PICTURES、2004年12月25日。
  - 『艶母 taboo-4 熟れ肉くらべ』（DVD-Video）MS PICTURES、2005年4月25日。
  - 『艶母 taboo-5 ふしだらな義母』（DVD-Video）MS PICTURES、2005年6月25日。
  - 『艶母 taboo-6 禁忌の喘ぎ、背徳の泪』（DVD-Video）MS PICTURES、2005年11月25日。
- 『艶欲 ～微熱～』（DVD-Video）MS PICTURES、2007年4月25日。[A 3][A 2]
- 『肉嫁 高柳家の人々 THE BEST』（DVD-Video）MS PICTURES、2008年2月25日。[A 3][A 2]
  - 『肉嫁 高柳家の人々 其の壱 性獄の屋敷』（DVD-Video）MS PICTURES、2005年8月25日。
  - 『肉嫁 高柳家の人々 其の弐 満開の蒸れ肉』（DVD-Video）MS PICTURES、2005年11月25日。
  - 『肉嫁 高柳家の人々 其の参 禁忌と背徳』（DVD-Video）MS PICTURES、2007年1月25日。
  - 『肉嫁 高柳家の人々 其の四 最終話 性獄の終焉、響宴の幕開け。』（DVD-Video）MS PICTURES、2007年3月25日。
- 『ミルキー フェチコレクション 人妻』（DVD-Video）MS PICTURES、2011年7月22日。[A 4]
- 『ミルキー ベストセレクション コレクターズパック』（DVD-Video）MS PICTURES、2011年7月22日。[A 4]
- 『艶美 Complete Edition』（DVD-Video）MS PICTURES、2017年2月3日。[A 3][A 2]
  - 『艶美』（DVD-Video）MS PICTURES、2014年5月2日。
  - 『艶美 その弐』（DVD-Video）MS PICTURES、2014年9月5日。

#### DVD-PG
- みやびつづる『艶母 フルアニメーションDVDプレイヤーズゲーム』（DVD-PG）MS PICTURES、2006年5月25日。[A 3]
- みやびつづる『肉嫁 高柳家の人々 DVD PLAYERS GAME』（DVD-PG）MS PICTURES、2008年3月25日。[A 3]

#### e-Color Comic
- 『肉嫁 高柳家の人々』 フルカラー成人版 エディターズカット版』 （TMEプラス・ウィルクイエイション、2011年4月11日 (13年前)）
  - 『肉嫁 高柳家の人々』 フルカラー成人版 Complete版 其の一-四 （TMEプラス・ウィルクイエイション、2011年4月11日 (13年前)）
    - 『肉嫁 高柳家の人々』 フルカラー成人版 分冊版 其の一-八 （TMEプラス・ウィルクイエイション、2011年4月11日 (13年前)）
- 『艶母』 <フルエディション> フルカラー成人版 完全版 上・下巻 （TMEプラス・ウィルクイエイション、2016年3月15日 (8年前)）
  - 『艶母』 <フルエディション> フルカラー成人版 Complete版 taboo-1-6 （TMEプラス・ウィルクイエイション、2016年3月15日 (8年前)）
    - 『艶母』 <フルエディション> フルカラー成人版 分冊版 taboo-1-12 （TMEプラス・ウィルクイエイション、2016年3月15日 (8年前)）

#### 挿絵
- 羽沢向一『隣の人妻と女教師と僕』みやびつづる、キルタイムコミュニケーション〈『リアルドリーム文庫』 02〉、2008年6月23日。

#### ガレージキット
- 中山栄治（鉄虎竜）; みやびつづる (2004-05-11), K2（GILLGILL）, ed., 恥辱妻 雪恵, 『コラボレーションシリーズ』 02, Q-six[A 5][A 6][A 7]
  - 中山栄治（鉄虎竜）; みやびつづる (2011-07-11), K2（GILLGILL）, ed., 恥辱妻 雪恵, Q-six[A 5][A 6]

### 同人
- 『みやびつづるラクガキ集』 （Evil、コミックマーケット53、1997年12月28日 (27年前)）
- 『ESP 力者隷奴』 （Evil、コミックマーケット54、1998年8月16日 (26年前)）
- 『妄想楽描綴』 （Evil、コミックマーケット56、1999年8月15日 (25年前)）
  - 『妄想楽描綴 mini』 （Evil、コミックマーケット56、1999年8月15日 (25年前)）
- 『アキラ受』 （EVIL改めBAROQUE STORE、コミックマーケット58、2000年8月13日 (24年前)）
- 『笑う牝豹』 （EVIL改めBAROQUE STORE、コミックマーケット61、2001年12月30日 (23年前)）
- 『叶姉妹 ～美肉の競宴～』 （EVIL改めBAROQUE STORE、コミックマーケット62、2002年8月11日 (22年前)）
- 『おねちゃ』 （EVIL改めBAROQUE STORE、コミックマーケット62、2002年8月11日 (22年前)）
- 『艶姿白豚姫 イチャ○チャパラダイス外伝』 （EVIL改めBAROQUE STORE、コミックマーケット64、2003年8月17日 (21年前)）
- 『アンヌの日記』 （EVIL改めBAROQUE STORE、コミックマーケット66、2004年8月15日 (20年前)）
- （C68ペーパー） （みやびつづる部、コミックマーケット68、2005年8月14日 (19年前)）
- 『綱手裸婦』 （EVIL改めBAROQUE STORE、コミックマーケット69、2005年12月30日 (19年前)）
- 『メリット』 （みやびつづる部、コミックマーケット70、2006年8月13日 (18年前)）
- 『エロマンガ島でつかまえて』 （みやびつづる部、コミックマーケット78、2010年8月15日 (14年前)）
- 『男に生まれて母親とSEXしないなんて人生半分損してる。』 （みやびつづる部、コミックマーケット79、2010年12月31日 (14年前)）
- 『ヒカルの母』 （みやびつづる部、コミックマーケット80、2011年8月14日 (13年前)）
- 『眠り母』 （みやびつづる部、コミックマーケット81、2011年12月31日 (13年前)））
- 『母子手帳』（C82ペーパー） （みやびつづる部、コミックマーケット82、2012年8月12日 (12年前)）
- 『眠り母 2』 （みやびつづる部、コミックマーケット84、2013年8月11日 (11年前)）
- 『エロマンガ島でつかまえて 2』 （みやびつづる部、コミックマーケット85、2013年12月31日 (11年前)）
- 『悪Q』 （みやびつづる部、ドットエイジ、2014年2月16日 (11年前)）
- （C86ペーパー） （みやびつづる部、コミックマーケット86、2014年8月17日 (10年前)）
- （C87ペーパー） （みやびつづる部、コミックマーケット87、2014年12月30日 (10年前)）
- 『おまえの母ちゃん○○○~♪』 （みやびつづる部、コミックマーケット88、2015年8月16日 (9年前)）
- （C89ペーパー） （みやびつづる部、コミックマーケット89、2015年12月30日 (9年前)）
- 『ぼしのなつやすみ』 （みやびつづる部、コミックマーケット90、2016年8月14日 (8年前)）
- （C91ペーパー） （みやびつづる部、コミックマーケット91、2016年12月31日 (8年前)）
- 『日日是好実母』 （みやびつづる部、コミックマーケット92、2017年8月13日 (7年前)）
- （C93ペーパー） （みやびつづる部、コミックマーケット93、2017年12月31日 (7年前)）
- （C95ペーパー） （みやびつづる部、コミックマーケット95、2018年12月31日 (6年前)）
- 『母親がオナホに最適な3つの理由（下描き）』 （みやびつづる部、コミックマーケット96、2019年8月12日 (5年前)）